# Boříkovy lapálie
Boříkovy lapálie je série knih českého spisovatele Vojtěcha Steklače. Knihy byly inspirovány sérií Malý Mikuláš od Reného Goscinnyho (podobné charakteristiky postav a občas též podobné situace), současně lze nalézt též návaznost na tradici románu Bylo nás pět od Karla Poláčka. Sám Steklač v rozhovoru pro Český rozhlas uvedl, že Bořík a jeho parta měli být jako obyčejní chlapci jistou protiváhou "vždy slušných" Rychlých šípů Jaroslava Foglara.
Jedná se o příběhy party čtyř kluků z Holešovic, kteří zažívají různé veselé a dobrodružné příhody a často se potýkají s nepřízní rodičů a třídní učitelky. Jejich protipólem a úhlavním nepřítelem je třídní šprt Bohoušek, mazánek dospělých. Příběhy se odehrávají v „současnosti“ (která se ovšem v jednotlivých knihách liší) a mají především humorný charakter. Jejich smyslem není ani tak vychovávat nebo poučovat, ale pobavit. Přesto se některé příběhy dotýkají vážnějších témat (rodinné problémy, druhá světová válka), ale vždy jsou reflektovány z klukovského úhlu pohledu.
Příběhy Boříka a jeho party lze zařadit mezi nejpopulárnější české knihy pro děti. Kromě Vojtěcha Steklače ke knihám neoddělitelně patří také zdařilé ilustrace Adolfa Borna. Příběhy však původně ilustroval též Vladimír Renčín, jedna z knih byla ilustrována Jaromírem F. Palmem. V současné době[kdy?] začala vycházet reedice všech příběhů Boříkovy party, jejímž novým ilustrátorem je Vhrsti.

## Hlavní postavy

### Bořík
Hlavní hrdina a vypravěč Steklačových knih z Holešovic. Příběhy jsou prezentovány jeho úhlem pohledu (ich-forma). Lze ho tedy považovat za český ekvivalent Mikuláše, neboť i ten je hlavním hrdinou a vypravěčem. Jeho nejbližší kamarádi jsou Čenda, Mirek a Aleš. Spolu tvoří partu, a i když se spolu často perou, v obtížných situacích táhnou za jeden provaz.
Často vymýšlejí, jak přijít k penězům, ale jejich plány najít poklad, ani vydělat si poctivou prací jim nevycházejí. Nicméně někdy, když něco potřebují, ale nemají peníze, se jim podaří od dospělých získat pomoc za drobné úsluhy – pomohou na stavbě vyložit cihly, aby si mohli půjčit vozík, brusiči nožů vyloží uhlí, za což jim nabrousí sekery; Bořík s Čendou si o prázdninách přivydělávají prodejem polárky na plovárně.
Bořík o sobě tvrdí, že má spoustu chytrých nápadů, a proto hraje v partě velmi důležitou roli. Také si je vědom, že rád mluví (dokonce i s rodiči a jinými dospělými), což mu přináší spoustu problémů. Až vyroste chtěl by se stát soukromým detektivem nebo strojvůdcem (to spíše když byl mladší) , ačkoli rodiče by z něj rádi měli právníka. Cítí v sobě určité detektivní sklony, které uplatní v některých svých dobrodružstvích – jednou s ostatními kluky vypátrali krádež plechovek s barvou z Čendova sklepa, spolu s Mirkem pomohli odhalit překupníka, pana Jezera a s Čendou úspěšně zkoumali krádež alba známek Boříkova souseda, pana Hynka.
Bořík nemá žádné sourozence. Ve škole patří spíše k lepším žákům, i když jeho rodiče si to nemyslí. U většiny koníčků dlouho nevydrží – jednou se začal učit hrát na kytaru, protože záviděl Čendovi, který to umí. Nicméně po několika lekcích ho kytara přestala bavit. Jindy byl rodiči nucen, aby sbíral známky, jako Mirek, protože je to ušlechtilá zábava, ale ani tomu se Bořík příliš dlouho nevěnoval.

### Spolužáci

#### Čenda
Čenda je Boříkův nejbližší kamarád, sedí s ním v jedné lavici za Alešem a Mirkem (V knize Pekelná třída a ďábelský víkend je Vojtěch Steklač posadil do lavice před Aleše a Mirka – kapitola 2 Náročné podmínky). Čenda je ze všech kluků nejmenší, ale ze všech nejvíc se vytahuje. Umí hrát na kytaru. Má staršího bratra Romana, který nějaký čas působil jako pionýrský vedoucí Boříkovy třídy, než odešel na vysokou školu do Žiliny. Dále má Čenda malou sestřičku, takže na rozdíl od Boříka, Mirka a Aleše není jedináček, což mu ostatní kluci z party dost závidí. Čenda se zamiluje do dcery Boříkova souseda na sídlišti, Zuzany Šírové, což nakonec vede k velké roztržce mezi Boříkem a Čendou, ale nakonec se kluci usmíří. Mezi sousedy v jeho domě patří babička Průšková, pan Krtička, pan Stejskal, pan Liška a podivínský stařeček, který – podle svých slov – už 150 let čeká na Marťany, aby je mohl rozsekat šavlí.

#### Mirek
Mirek je ze všech kluků nejpečlivější. Všechny plány a nápady mívá dobře promyšlené. S Boříkem se zpravidla dělí o roli přirozeného vůdce party a jejich řevnivost zachází někdy příliš daleko, ale vždycky se s Boříkem nakonec usmíří. Mirek sbírá známky. Je jediným z kluků, u nějž se v knihách objeví celé jméno (Mirek Dohnal) Mirek se zamiluje do Palhounové, pročež z něj ostatní kluci mají velkou legraci. Mirkův táta pracuje jako aranžér. Mezi jeho sousedy patří pan Cabejšek, který z okna rád trhá třešně. Kdysi byl Mirkovým sousedem i šílenec Amcírek. V protějším domě bydlí jasnovidec Hanousek.

#### Aleš
Aleš sedí v lavici s Mirkem. Rád a hodně jí a je to na něm patřičně vidět. Když ho babička chce potrestat, schová mu klíč od špajzu. Ze všech kluků je také nejsilnější, což se mu dobře hodí při jejich četných rvačkách. V knize Aleš & spol. se dočasně stane vůdcem party, ale v této pozici se mu moc nedaří a zbylí kluci se mu za to posmívají. Alešovi rodiče zemřeli při autonehodě, takže ho vychovává babička, která ho někdy dost rozmazluje a neustále se bojí, že ostatní kluci Aleše zkazí. Aleš hraje (příšerně) na housle, protože by z něj babička chtěla mít virtuoza. Sama zpívá v pěveckém sboru Polnice a hraje na klavír. Doma mají zlomyslného papouška Žoža. Aleš má tlustou sestřenici Boženu. Alešův strýc prý býval lodním kuchařem na námořním parníku, pokud si jej ovšem Aleš nevymyslel. V Alešově domě bydlí pan Lokvenc, paní Slavíková, které parta "pomáhala" opravit vodovod, či starý učitel hry na klavír, pan Holbajn. Lze jej částečně považovat za český ekvivalent Vendelína ze série Malý Mikuláš.

#### Bohoušek
Bohoušek je třídní šplhoun a úhlavní nepřítel Boříkovy party. Sedí v první lavici, pořád se hlásí a všemi dospělými je klukům neustále dáván za příklad. Kromě toho je zbabělý, nešikovný, rozmazlený, prolhaný a neumí plavat. Svými charakteristickými znaky jej lze považovat za český ekvivalent Celestýna ze série Malý Mikuláš. Bohoušek, stejně jako Mirek, sbírá známky. Boříkovi rodiče se několikrát pokusili Boříka s Bohouškem skamarádit, ale vždy bez úspěchu – jednou jeli k Bohouškovi na chatu, kde na Bohouška nedopatřením spadl pingpongový stůl. Jindy Bohoušek přišel na návštěvu k Boříkovi, kde si hráli se soupravou Malý chemik a došlo k výbuchu. Podobná situace se soupravou Malý chemik se též vyskytuje v knize Malý Mikuláš a shodou okolností v ní figuruje právě Celestýn. V knize Bohoušek & spol. se přesto (dočasně) stává členem party.

#### Další spolužáci
- Jitka Palhounová – třídní krasavice, do níž je po nějakou dobu Mirek zamilovaný, později však o ni ztratí zájem, ale Palhounová se ho stále snaží získat.[11] Jinak patří mezi celkem správné a kamarádské holky, které Boříkově partě nijak neškodí, ve škole klukům napovídá a dává jim opsat úkoly.
- Teckertová – nejlepší kamarádka Palhounové, se kterou často soupeří v malicherných dívčích záležitostech. Společně pozvou kluky na párty v penzionu pana Teckerta.[6]. Teckertová byla rovněž první holka, která dala Boříkovi pusu (v povídce Pytlák).
- Růženka – dcera ředitele cirkusu Humberto dočasně navštěvuje Boříkovu třídu. Přes počáteční rozpory se ukáže jako správná holka a stane se členem Boříkovy party. Po čase však s cirkusem odjede pryč, k lítosti všech kluků.[4] Bořík pak na ni i v následujících příbězích občas vzpomíná. Zde lze nalézt návaznost na motiv z knihy Bylo nás pět, kdy hrdinové mají dočasného spolužáka z cirkusu (Alfonse Kasalického).
- Slabihoudová – spolužákyně, která se v budoucnu chce stát věštkyní[6].
- Vítková – předčasně vyvinutá spolužákyně[11], která se v budoucnu vidí jako doktorka[6].
- Steckenbauer – alias Šteky, třídní repetent. Zajímavé je, že žák stejného jména (a rovněž lotr) vystupuje v jednom z vyprávění učitelky Drábkové o inspektoru Mišoňovi[5]
- Růžičková – spolužákyně, od které parta opisuje domácí úkoly, konkrétně Aleš.
- Kostohryzová, Stroupežnická, Hádková, Ambrožová, Bendová – spolužákyně objevující se v knize Pekelná třída řádí, kdy třída vyjede na prázdninový tábor se středověkou tematikou.
- Štajner, Macháček, Majer – spolužáci objevující se v knize Pekelná třída řádí, kdy třída vyjede na prázdninový tábor se středověkou tematikou.
- Štampfr – spolužák, který se zapletl s drogami.

### Boříkovi příbuzní

#### Táta
Boříkův otec Bedřich je typický domácí pecivál, pivař a fanoušek Slavie. Mezi jeho záliby patří kouření, ležení na gauči a sledování fotbalu v televizi. Tvrdí o sobě, že v mládí býval lehkým atletem a trampem. Na Boříka bývá přísný, ale přece jen má pro jeho klukoviny větší pochopení než máma. Aby mohl chodit do hospody, tvrdí, že je členem šachového kroužku. Občas hraje šachy s Boříkem, kterého to však vůbec nebaví. Jedním z trestů, které Boříkovi uděluje za jeho prohřešky, je, že s ním celý měsíc nebude hrát šachy. Pochází z Pekelce.

#### Máma
Boříkova maminka Helena se stará o domácnost, dobře vaří a hrozně ji mrzí, že rodina nemá vlastní auto. Ráda chodí do divadla, čímž většinou otráví tátu, který se chtěl raději koukat na hokej – ovšem máma lidi, kteří sledují sport, považuje za primitivy. Zpravidla má v rodině hlavní slovo, což Bořík ví díky odposlouchávacímu hrnci, když skrze stěnu poslouchá rozepře svých rodičů. Pochází z Holešovic. a pracuje v holešovické Tesle v kanceláři.
Boříkovi rodiče mají mezi sebou neustálé spory. Někdy si zlost vybíjejí na Boříkovi, jehož trestají i za své vlastní rozepře. Při hádkách máma často vytahuje ze vzpomínek různé muže, kteří se o ni v minulosti ucházeli, avšak táta je neustále zesměšňuje. Když si máma najde přítele, inženýra Delonga, dospějí rodiče až téměř k rozvodu, ale nakonec se to Boříkovi podaří mezi nimi urovnat.

#### Pekelecká babička
Pekelecká babička je jediným z žijících Boříkových prarodičů. Její manžel, Boříkův dědeček, byl pekařem v Nuslích a potulný houslista, za I. světové války bojoval v Itálii, kromě toho byl zřejmě též hajným. Babička měla kromě Boříkova otce Bedřicha ještě syna Arnošta, který zemřel při Květnovém povstání na konci II. světové války. Bořík má babičku moc rád, protože na něj nikdy nežaluje rodičům a všem jeho rošťárnám se směje. Boříka oslovuje Bořivoji. Bořík s rodiči za ní občas do Pekelce jezdí. Později si rodiče v Pekelci koupí chalupu po staré Částkové – což se Boříkovi i babičce jeví jako zbytečnost – ale pro Boříka to má tu výhodu, že se do Pekelce začne jezdit častěji.
Když byl Bořík ještě docela malý, měl i druhou, pražskou babičku, ale moc si na ni nepamatuje.
Zajímavost: podle kapitoly "Jak jsme hráli s Bohouškem ping-pong" z Pekelné třídy, kdy vzpomíná Boříkova maminka na to, jak chodila svému tatínkovi pro pivo, to pro změnu vypadá, jako kdyby ona a pekelecký dědeček byli rodiči Boříkovy maminky, nikoli tatínka.

#### Strýc Václav Chrobák
Bratranec táty Bedřicha je potrhlý vynálezce a většinou žije v Hrdlořezích v podivném domě, který připomíná vodárnu a je obehnán ostnatým drátem a vodním příkopem. Žije tam k nelibosti místních občanů, které ruší rozsáhlé detonace na jeho pozemku. Mezi jeho největší vynálezy patří (neúčinný, ale zato silně hořlavý) prášek proti molům, píšťala k lovu ryb na indický způsob, robot Prevít a podivné vozidlo, něco mezi tankem a traktorem, které dokáže téměř létat. Kvůli pohromám, které provázejí jeho vynalézání, se často musí ukrývat před policií a rozzuřenými sousedy v šumavských lesích na lesní brigádě. Na rozdíl od rodičů, kteří mají z Chrobáka strach, Bořík Chrobáka obdivuje a chtěl by být jako on.

#### Teta Hermína a sestřenice Julie
Sestra Boříkovy mámy, teta Hermína, je obtloustlá, upovídaná, protivná osoba. Boříkův táta ji nesnáší, nazývá ji satorie a kdykoli se Hermína pozve na návštěvu, raději se vytratí do hospody. Bořík se vytratit nemůže a musí poslouchat její trapné řeči. Teta ráda užívá lidových moudrostí a cizích slov. Bořík jí v duchu říká Hermelíno; jednou ji tak i oslovil a teta ztropila hrozný povyk. Nicméně Hermína mu občas přinese nějakou dobrotu, takže se ji Bořík občas snaží tolerovat, zato nedokáže vystát Hermíninu dceru Julii, která si myslí, že je dospělá a dává to najevo tak, že se chová protivně. Teta je rozvedená.
Bořík má ještě strýce Erbena, který je zmíněn jen okrajově. Je možné, že je to bývalý Hermínin manžel.

### Sousedi
- Pan Všetička – nejprotivnější z Boříkových sousedů. Kdysi dávno se k Boříkovi choval přátelsky a půjčoval mu detektivky. Později však získal dojem, že Bořík krade mosazné špuntíky ze zábradlí a stal se jeho nepřítelem, který na Boříka neustále žaluje rodičům a pohlavkuje ho. Často si pro rodiče vymýšlí zcela fiktivní obžaloby, proti nimž se Bořík nemůže nijak bránit. Teprve když Bořík trochu povyroste, rodiče mu začnou více důvěřovat a Všetičku považují za paranoidního blázna. Všetička většinou vystupuje osaměle, přesto je okrajově zmíněna i jeho manželka.[11] Když byl Bořík úplně malý, Všetička u nich dělal Mikuláše.

Zajímavost: Vojtěch Steklač ve svých knihách posílá souseda Všetičku pokaždé do jiného bytu. V knize Nové Boříkovy lapálie je zmíněno, že bydlel pod bytem Boříkových rodičů (kapitola Ženská logika). V knize Čenda a spol. bydlí naopak o patro výš (kapitola Váleček pro souseda). A v knize Boříkovy lapálie (Bořík a spol.) bydlí naopak v nejhořejším patře naproti půdy, od níž má klíče (kapitola Ku-ku? Ku-ku!).
- Ostatní sousedé se objevují jen omezeně:
  - Paní Koloušková bydlí pod Boříkem. Když se jednou Bořík pokouší uniknout z domácího vězení po šňůře od pračky, paní Koloušková ho chytí a donutí ho uklidit jí celý byt.[4]
  - Paní Suchánková si občas s Boříkovou mámou půjčuje různé věci do domácnosti. Jednou se náhodou stane svědkyní zločinu, když dva recidivisté vykrádají sklep pana Gabriela.[7]
  - Důchodce pan Láznička, jemuž Bořík jednou pomůže vypátrat ztracenou zubní protézu.[13]
  - Sklenář Karpíšek, u nějž si Bořík nechá spravit okno pro jejich klubovnu.[4] V knize Nové Boříkovy lapálie (kapitola Jak se táta rozhodl zvýšit životní úroveň naší rodiny), se ale dozvídáme, že Karpíškové jsou dva bratři, dvojčata, a jeden je truhlář, zatímco druhý popelář.
  - Mistr Amadeus Pokštefl – hudební skladatel, u nějž se Bořík chvíli učí hrát na kytaru.[1] V nových Steklačových příbězích je jistý Pokštefl milionářem, jemuž patří soukromé gymnázium, do něhož kluci po základní škole začali chodit (Pekelná třída & spol – Zlatá kreditka). Není zřejmé, zda jde o stejného Pokštefla.
  - Pan Málek – soused obývající stejné patro jako Boříkova rodina.

### Učitelé
- Miroslava Drábková – Boříkova třídní učitelka, kluky nazývaná Drábinka, je velmi přísná a neustále prohlašuje, že Boříkova třída je ta nejhorší, kterou kdy učila, ovšem s výjimkou Bohouška. Občas však přesto dokáže, že má pro kluky pochopení [3] a třídu má vlastně docela ráda.[1]
- Hamáček – Třídní učitel Hamáček, který jednoho dne nahradil Drábinku, je rovněž přísný, ale i on se s třídou postupně spřátelí a vyjede s nimi dokonce o prázdninách na výlet. Ve škole je nicméně neoblomný. Nosí černý notes, kterému se ve třídě říká kulový blesk, protože do něj zapisuje kule jako blesk.
- Další učitelé:
  - Tělocvikář Potužil – drobný učitel tělocviku, přezdívaný Tužítko, má u svých žáků respekt, protože býval špičkovým boxerem muší váhy. Jednou kluci proti němu vyprovokují řidiče tramvaje a strhne se hromadná bitka.[4]
  - Zeměpisář Karas.
  - Matikářka Pružinová zvaná Pružina.
  - Chemikář Milc.
  - Kateřina Jiskrová – pionýrská vedoucí, která nastoupila k Boříkově třídě po odchodu Čendova bratra Romana. Ovládá judo, studuje Fakultu tělesné výchovy a sportu a v Praze bydlí u svého příbuzného, truhláře Karpíška. Kluci ji mají rádi. Jednou ji Bořík s Mirkem zapletou do vyšetřování krádeže ze sklepa Boříkova souseda.[7]
  - Pan Vinš – nevrlý školník Boříkovy školy. Má velkého tlustého psa Leopolda, kterého kluci jednou zkouší chytat do lasa, což odnesou Čendovy kalhoty.[4]

## Knihy o Boříkovi
Vojtěch Steklač napsal o Boříkovi a jeho partě celou řadu knih a několik samostatných povídek, přičemž některé příběhy se opakují ve více knihách, jiné jsou v detailech pozměněny. Vzhledem k tomu, že knihy vznikají už přes třicet let, nelze všechny příběhy dohromady chápat jako jednolitý celek – například na konci knihy Bohoušek & spol. se třídní šprt Bohoušek stane plnoprávným členem klukovské party, ale v pozdějších příbězích už je opět jejich nepřítelem; v knihách Čenda & spol. a Holky & spol. žije Bořík se svými rodiči na sídlišti Lhotka, protože jejich holešovický dům zbořili kvůli stavbě metra, ale v příštích knihách se s ním opět setkáváme v Holešovicích. Také společenské změny, nastalé po sametové revoluci, se v novějších knihách objevují (podnikání, telenovely, anglicismy, mobilní telefony), ačkoli kluci pořád chodí na základní školu.
Na druhou stranu kluci pomalu stárnou, takže zatímco v knize Bořík & spol. řeší ještě poměrně jednoduché, dětské problémy, v nových knihách (Pekelná třída a ďábelský víkend) už jsou zřejmě těsně před ukončením základní školy.
Některé knihy jsou pojaté jen jako sbírka povídek, jiné tvoří jeden ucelený příběh, nicméně i v těchto případech je pro Boříkovy příběhy charakteristické časté odbíhání od hlavní dějové linie a vyprávění vedlejších příběhů.
Jak je již uvedeno výše, v knihách se vyskytují podobné situace jako v sérii Malý Mikuláš. Kromě již zmíněného příběhu o tom, jak si s Bohouškem hráli se soupravou Malý chemik, můžeme jako předobraz příběhu nazvaného "Jak nám Aleš předváděl triky" považovat příběh "Fridolín kouzelníkem" z knihy Mikuláš a jeho přátelé. Též příběh "Inspektor" má svůj předobraz v knize Malý Mikuláš, neboť oba příběhy končí de facto stejně: v obou případech zůstanou žáci po škole.

### Seznam knih o Boříkovi
- Boříkovy lapálie (1970, další vydání 2001, 2004) – sbírka povídek. Kniha později vyšla v upravené podobě pod názvem Bořík & spol. (1980).
- Boříkovy lapálie 2 (1973, 2001, 2009) – do třídy přijde nová spolužačka Růženka, dcera ředitele cirkusu Humberto. Kluci se s ní skamarádí a za jejího přispění je zvolen vůdce jejich party, kterým se proti očekávání stane Aleš. Růženka později odchází a kluci si zbudují klubovnu v kůlně za nádražím. Aleš se jako vůdce party neosvědčí. Kniha později vyšla v upravené podobě pod názvem Aleš & spol. (1985, další vydání 1989, 2003).
- Pekelná třída (1978, další vydání 1988, 2003, 2009)
- Bohoušek & spol. (1981, další vydání 2003, 2009) – poté, co Bohoušek nespravedlivě vyhraje soutěž ve sběru, se kluci rozhodnou strávit jeden víkend na útěku z domova a Bohouška vezmou s sebou jako rukojmí. Cestou zažijí různá dobrodružství a Bohoušek se nakonec stane plnohodnotným členem jejich party.
- Bořík, Bohoušek & spol. (1989) – souborné vydání knih Boříkovy lapálie a Bohoušek & spol.
- Mirek & spol. (1985, další vydání 1990, 2003) – příběh s detektivní zápletkou; Bořík se má přestěhovat na sídliště, protože jeho dům se bude bourat kvůli výstavbě metra. Bořík s Mirkem se snaží stěhování zabránit a zapletou se s několika recidivisty.
- Mořský drak (1985) – samostatný příběh, pozdější kapitola knihy Čenda a spol.
- Čenda & spol. (1987, další vydání 2003) – Bořík se přestěhoval na sídliště, o prázdninách spolu s Čendou pošlou rodiče na zájezd do Bulharska, takže zůstanou v Praze bez nich. Druhá část knihy je sbírka povídek.
- Jak jsme udělali ohňostroj (1991) – sbírka povídek.
- Jak jsme putovali za dobrodružstvím (1991) – sbírka povídek.
- Pekelná třída I. (Pekelná třída se směje) (1994) – sbírka tří povídek. Z druhé strany svazek obsahuje texty Pavla Zemka Láska, sex a trápení I. (Mám boty proti lásce)
- Strašidla & spol. (1993) – kniha, vydaná v souvislosti se stejnojmenným televizním seriálem. Kromě kluků z Holešovic nemá s ostatními "boříkovskými" knihami příliš společného.
- Holky & spol. (1999) – Bořík žije na sídlišti a s pomocí Zuzany Šírové se snaží zabránit rozvodu svých rodičů.
- Nové Boříkovy lapálie (2002) – strýc Chrobák je bez práce a vymýšlí, jak by ho kluci mohli uživit. Nejprve je nechá prodávat své „hašle“ proti kašli, později je zaměstná jako žebráky v pražských ulicích.
- Jak jsme se učili slušně nadávat (2004) – sbírka povídek.
- Velké Boříkovy lapálie (2005) – souborné vydání knih Boříkovy lapálie, Boříkovy lapálie 2 a Nové Boříkovy lapálie.
- Pekelná třída řádí (2005) – do třídy nastupuje nový třídní učitel Hamáček, s nímž třída jede o prázdninách na výlet pod stany. V této knize se Steklač dopouští rozporu, když se v kapitole 9 zmiňuje, že Boříkova parta nemá zkušenosti s útěky z domova, přičemž celá kniha Bohoušek a spol. je de facto o útěku z domova.
- Pekelná třída a ďábelský víkend (2007) – Palhounová a Teckertová pozvou kluky na víkendovou párty do penzionu.
- To nejlepší z Boříkových lapálií (2008) – Výběr nejlepších povídek z Boříkových dobrodružství (Albatros, speciální příloha časopisu Květy).
- Pekelná třída & spol. – Zlatá kreditka (2010) – Bořík vyhrál zlatou kreditku s 50 miliony. Spolu s ní i nelehký úkol – investovat tak, aby se miliony znásobily.
- Pekelná třída & spol. – Magnetický mobil (2010) – Příběh navazuje na předchozí knihu se zlatou kreditkou. Kluci jsou studenty gymnázia a mají prázdniny. Tráví je druhý měsíc na palubě hausbótu, kde má sídlo jejich detektivní kancelář. Řeší různé případy a postupně získávají zasloužený věhlas...
- Pekelná třída & spol. – Souboj v Dračí jeskyni (2011) – Bořík, Aleš, Mirek a Čenda prožívají další příhody ve škole i doma s rodiči. Naskytne se jim příležitost znovu mít vlastní klubovnu, a to ne tak ledajakou. Jde totiž o jeskyni.
- Boříkovy ohníčkové lapálie (2017, doplněná reedice Boříkových lapálií z roku 1970 s původními ilustracemi Vladimíra Renčína)
- Pekelná třída a mejdan u Bohouška (2019)
- Pekelná třída a tábor ztracených srdcí (2019)

## Audioknihy
- Některé z knih vyšly i v audioformě, jako rozhlasový seriál a namluvené jako zvuková kniha pro nevidomé.

## Televizní zpracování
Bylo učiněno několik pokusů převést Steklačovy knihy o holešovické partě do podoby seriálu, prozatím ne příliš úspěšných. První, ještě černobílé zpracování Boříkových lapálií pochází už ze 70. let z režijní dílny Ludvíka Ráži. Dalším zpracováním je třídílný seriál Ahoj sídliště z r. 1986. V r. 1993 natočil Jiří Kos šestidílný seriál Strašidla a spol. podle stejnojmenné knihy. Seriál postrádá steklačovskou komiku a je spíše průvodcem po staré Praze. Hlavní roli ducha Thea ztvárnil Pavel Zedníček.